# Filmtid/fortid
Filmtid/fortid er en dansk eksperimentalfilm fra 1981, der er instrueret af Søren Kloch og Henrik Sabinsky.

## Handling
En etude, eller genskabelse af noget fortidigt: En dreng i 50'ernes København, på vej til skole, stopper og vender sit blik indad. Filmen er et forsøg på at fastholde et så flygtigt stof som drøm og erindring på film. Virkemidler er eksperimenter med det fortællemæssige forløb, med filmens farvekarakter, kameraindstillinger og klipperytme.